# Абагар
«Абагар» (от лат. Abagarus в честь легендарного царя Авгаря, соответствующего историческому Абгару V Уккаме) — печатный или цельногравированный молитвенник-амулет у болгар и сербов в XVII—XVIII веках. Содержит молитвы, апокрифические заговоры, евангельские чтения, апокрифическое послание царя Авгаря к Иисусу Христу. Мог использоваться как настенные листы аналогично лубку или носиться на теле. Рукописные копии известны с XIV века.
Первое печатное издание подготовлено болгарами-католиками в Риме в 1651 году (за исключением поминовения папы тексты конфессионально нейтральны). Это издание считается первой печатной книгой на новоболгарском языке.
Сербские абагары восходят к православным печатным изданиям XVI века из Венеции.
Церковнославянский язык абагаров обнаруживает влияние живого языка.